# Lit de Saint-Jean (Guimaëc)
Le lit de Saint-Jean, appelé aussi tombeau de la fileuse, est une allée couverte située sur la commune de Guimaëc, dans le département français du Finistère.

## Historique
L'édifice est mentionné pour la première fois par l'abbé Clech en 1840 puis par Le Men en 1876 et Flagelle en 1878. Il est classé au titre des monuments historiques par arrêté du 25 juillet 1930.

## Description
Dans les descriptions données par les premiers auteurs au XIXe siècle, le monument comporte encore onze dalles mais Du Châtellier en recense treize au début du XIXe siècle. Dans son état actuel, il ne comporte plus que huit orthostates, trois à l'ouest, quatre à l'est et une dalle de chevet, toutes d'une hauteur moyenne de 1,50 m. L'ensemble délimite une chambre de 3,40 m de long sur 0,80 à 0,90 m de large. Il est vraisemblable que les deux blocs de pierre visibles de l'autre côté du chemin correspondent au prolongement du même édifice qui aurait été à l'origine une allée couverte, désormais en partie démantelée. Les dalles utilisées sont en gabbro d'origine locale.
D'après plusieurs auteurs anciens, il existait à proximité un, voire deux cromlechs,. 

## Folklore
Selon une tradition rapportée par l'abbé Clech, le dolmen est appelé « Lit de la fileuse » (Gouele-ar-inkineres en breton) : le site était fréquenté la nuit par une fileuse (fée) qui s'asseyait sur une grosse pierre blanche voisine et dont le fuseau, quand elle filait, partait tantôt à droite et atterrissait ici, et tantôt à gauche et atterrissait sur la commune de Plougasnou dans un endroit similaire appelé lui-aussi « Lit de la fileuse ». Selon Flagelle, l'édifice est attribué à saint Jean-Baptiste, les fidèles se rendant au pardon de Saint-Jean-du-Doigt s'arrêtaient ici pour se frotter le dos à la pierre la plus élevée du fond du monument afin de se préserver des rhumatismes,.